# 東京工科大学職員自殺事件
東京工科大学職員自殺事件（とうきょうこうかだいがくしょくいんじさつじけん）は、2015年（平成27年）6月12日に東京工科大学の職員が自殺した事件。

## 概要

### 自殺までの経緯
この職員は、2012年（平成24年）10月に就職指導を担当する特任講師として任期3年で採用された。この職員の勤務状況に対して、2014年（平成26年）10月の大学人事委員会では高得点の評価をし3年間の任期延長が承認されていた。また、同年11月の大学評議会でも任期延長は承認された。だがそれから3ヵ月後の2015年（平成27年）1月に大学のメディア学部長が、3年間の延長はしないことにしたと職員に伝えた。この職員は不祥事を起こしていたわけではなかったため学部長に抗議をし、労働基準監督署に行くと伝えたところ、同年の4月には再び任期は延長されることとなった。
6月12日に学部長はこれから3年以内に自身が定年65歳を迎えることを理由として、再び延長はしないことを職員に伝えた。この職員の任期は9月までのため、6月の時点で再雇用をしないと通達したならば法的には問題は無い可能性がある。学部長と職員は激しい口論となり、その日の夜に職員は大学内個人研究室で自殺した。

### 職員の自殺後
6月12日に職員は妻に当日は大学の近くに泊まると伝えていた。だが翌週になっても夫は帰って来ず連絡も無いため、4日後の6月16日に大学に連絡した。それから職員は自身の研究室で首を吊って自殺しているのを4日経ってから発見され、そこには家族と学部長に宛てた遺書が残されていた。学部長宛遺書には「人を人とも思わぬ非道を許せない。一死をもって抗議する」と書かれていた。他の組織ならば構成員が死亡すれば訃報が公表されるものの、東京工科大学では公表されなかった。また、労働安全衛生法に義務付けられた労働者私傷病報告を労働基準監督署に提出しなかった。それどころか、このことは口外しないように指示されていた。